# Alfredo Vedoya
Alfredo Juan Vedoya (Buenos Aires, 23 de mayo de 1913-Santa Rosa de Calamuchita, 19 de mayo de 1992) fue un militar perteneciente al Ejército Argentino y posteriormente a la Fuerza Aérea Argentina. Logró ascender hasta la jerarquía de brigadier general y fue comandante en jefe de la aeronáutica desde el 7 de agosto de 1957 al 7 de mayo de 1958.

## Familia
Alfredo Juan Vedoya nació el 23 de mayo de 1913, sus progenitores fueron Juan Antonio Vedoya Sierra y Dolores Montes Chavetón. Alfredo fue el segundo de los tres hijos del matrimonio, sus hermanos fueron Roberto Vedoya Montes (n. 1909- f. 1994) e Isabel Vedoya Montes (n. 27 de febrero de 1917 - f. 2 de febrero de 2005).
El brigadier general Alfredo Vedoya estaba casado con Zaida María Torres Jurado, con quien tuvo a sus dos hijos: Luís Alfredo y María Carmen.

## Carrera
Luego de haber finalizado sus estudios secundarios, Vedoya ingresó al Colegio Militar de la Nación el 14 de marzo de 1934, del cual egresaría tres años más tarde como subteniente de aviación. Hecha efectiva la creación de la Fuerza Aérea Argentina el 4 de enero de 1945, Alfredo Juan Vedoya fue dado de alta en el escalafón de la Aeronáutica Militar permanente.

### Comandante en jefe de la Fuerza Aérea Argentina
Tras la renuncia del ministro de Aeronáutica, comodoro Eduardo Mac Loughlin, el 7 de agosto de 1957, fue cesado también en su cargo el comandante en jefe de la Fuerza Aérea Argentina, brigadier general Ángel Jorge Peluffo. Ese mismo día asumió el cargo de ministro de Aeronáutica el comodoro Jorge Horacio Landaburu, quien designó como comandante en jefe de la Aeronáutica al brigadier Alfredo Juan Vedoya.
Durante su período como titular de la Fuerza Aérea, en Argentina se estaba preparando la transición al sistema democrático, interrumpido desde el golpe de Estado autodenominado Revolución Libertadora. Luego de la asunción del presidente Arturo Frondizi, tuvo lugar una renovación en los principales cargos de las tres fuerzas armadas. En la aeronáutica asumió el Comando en Jefe el brigadier Miguel Moragues el día 7 de mayo de 1958, sustiyendo de esta forma al saliente comandante en jefe, brigadier general Alfredo Vedoya.